# Spermacoce sexangularis
Spermacoce sexangularis är en måreväxtart som beskrevs av Jean Baptiste Christophe Fusée Aublet. Spermacoce sexangularis ingår i släktet Spermacoce och familjen måreväxter.
Artens utbredningsområde är Franska Guyana. Inga underarter finns listade i Catalogue of Life.